# Ouragan de la Nouvelle-Orléans de 1915

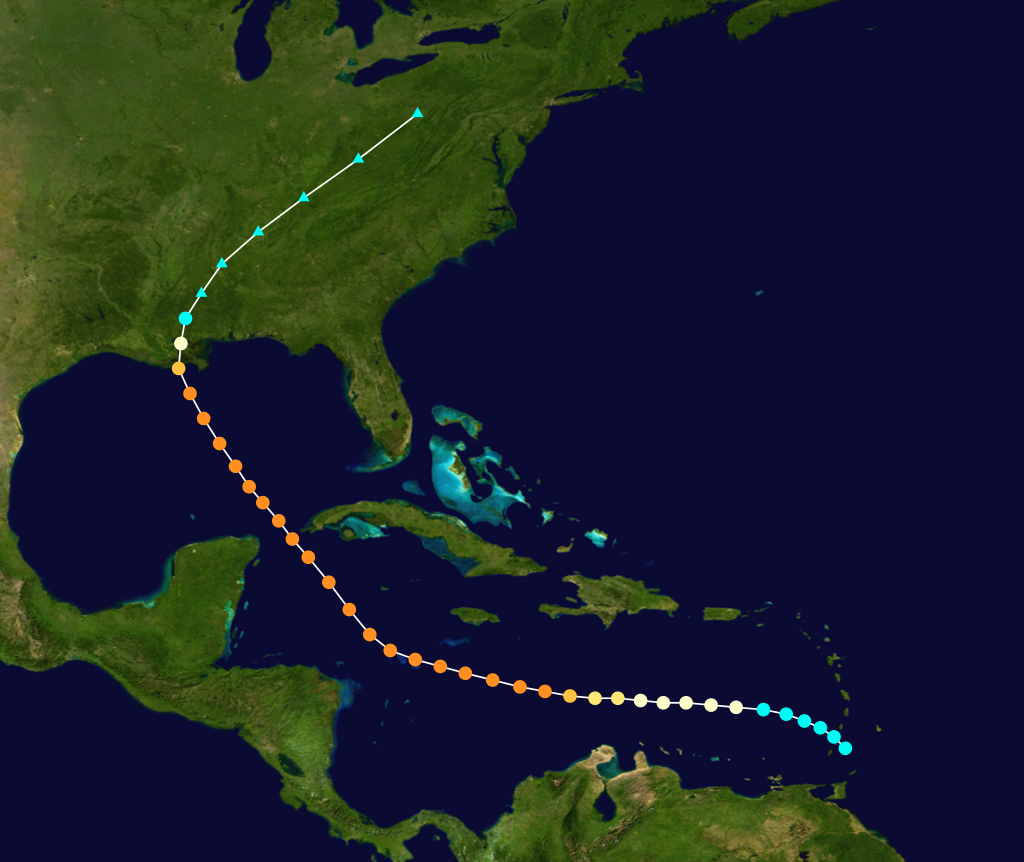
Route de l'ouragan

L'ouragan de la Nouvelle Orléans de 1915  (en anglais New Orleans Hurricane of 1915 est un puissant ouragan de catégorie 4 qui toucha la Louisiane tuant 275 personnes et provoquant pour 13 millions de dollars de l'époque de dégâts.  
L'ouragan fut signalé près des petites Antilles entre Puerto Rico et l'Amérique du sud. Dans les Caraïbes, il se renforça en un ouragan de catégorie 4 avec des vents à 230 km/h le 25 septembre. Alors qu'il s'approchait des côtes américaines, une alerte fut émise de Floride jusqu'en Louisiane. Il toucha la côte non loin de Grand Isle en Louisiane le 29 septembre, redescendant alors en fort ouragan de catégorie 3 avec des vents de 200 km/h. Ensuite, il fit route vers le nord-est en faiblissant en tempête tropicale alors qu'il traversait le Mississippi, l'Alabama et le Tennessee. 

## Source
- (en) Cet article est partiellement ou en totalité issu de l’article de Wikipédia en anglais intitulé « 1915 New Orleans hurricane » (voir la liste des auteurs).